# Azamara Club Cruises
Azamara Club Cruises (tidigare Azamara Cruises) är ett kryssningsföretag som ägs av det norsk-amerikanska rederiet Royal Caribbean Cruises Ltd. Företaget har idag två fartyg, Azamara Journey och Azamara Quest, som erbjuder lyxkryssningar med en rad faciliteter inkluderade i priset. Azamaras stil kan beskrivas som uppgraderad service och mat, charmerande mindre fartyg och annorlunda resrutter.

## Azamara Club Cruises fartyg
| Fartyg            | Byggår | Passagerarekapacitet | Bruttotonnage | Notiser                                                     |
| ----------------- | ------ | -------------------- | ------------- | ----------------------------------------------------------- |
| «Azamara Journey» | 2000   | 694                  | 30.277        | Före detta «Blue Dream» och «R Six»                         |
| «Azamara Quest»   | 2000   | 694                  | 30.277        | Före detta «Blue Moon», «Delphin Renaissance» och «R Seven» |

1. ↑  hämtat från: franskspråkiga Wikipedia.[källa från Wikidata]